# مری کینگزلی
مری کینگزلی با نام کامل مری هنریتا کینگزلی (انگلیسی: Mary Henrietta Kingsley; ۱۳ اکتبر ۱۸۶۲ – ۳ ژوئن ۱۹۰۰) گردشگر، پرستار، نویسنده و مردم‌شناس اهل بریتانیا بود. او در سفرهایش به غرب آفریقا و کارهایش کمک کرد تا کشورهای اروپا فرهنگ آفریقا و امپراتوری بریتانیا را درک کنند.

## دوران نوجوانی
کینگزلی در ۱۳ اکتبر سال ۱۸۶۲ در لندن به دنیا آمد. پدرش جرج کینگزلی، پزشک، نویسنده و جهانگرد و مادرش مری بیلری بود. پدرش به عنوان پزشک برای جرج هربرت سیاستمدار محافظه کار و اشراف‌زاده بریتانیایی کار می‌کرد.
اغلب افراد خانواده او نویسنده بودند. عموهای او چارلز کینگزلی رمان‌نویس و هنری کینگزلی بودند.

## تحصیلات
در زمینه تحصیلات، بجز درس‌های آلمانی که در نوجوانی فراگرفته بود تحصیلات رسمی کمی داشت چون در جامعه آن روزگار تحصیلات برای دخترها ضروری نبود. با این حال، او به کتابخانه بزرگ پدرش دسترسی داشت و دوست داشت داستان سفرهای پدرش به کشورهای خارجی را بشنود. او از رمان‌هایی که برای دختران مناسب تر بنظر می‌رسید مانند کتابهای جین آستن یا شارلوت برونته خوشش نمی‌آمد ولی به کتاب‌های علمی و خاطرات کاشفان علاقه داشت. در سال ۱۸۸۶، برادرش چارلی وارد کالج مسیح دانشگاه کمبریج شد تا در رشته حقوق تحصیل کند این باعث شد که مری ارتباطات دانشگاهی ایجاد کند و با چند دوست دانشگاهی آشنا شود.

## سفر به آفریقا
پس از اولین سفر به جزایر قناری، او تصمیم گرفت تا به ساحل غربی آفریقا سفر کند. معمولاً، تنها زنان غیر آفریقایی که به دلیل خطرناک بودن به آفریقا سفر می‌کنند همسران میسیونری، مقامات دولتی یا مهاجران هستند. در دوران ویکتوریا اکتشاف و ماجراجویی برای زنان کار مناسبی بحساب نمی‌آمد. زنان آفریقایی وقتی می‌دیدند که زنی در سن مری بدون مرد به آفریقا سفر کرده تعجب زده می‌شدند و همواره از او سؤال می‌کردند که چرا همسرش همراه او نیست.
در هفدهم اوت سال ۱۸۹۳ او در ساحل سیرالئون فرود آمد و به سوی لوآندا و آنگولا رفت. او با مردم معمولی زندگی می‌کرد و از آن‌ها می‌آموخت که چگونه در جنگلهای آفریقا از خود حفاظت کند. معمولاً به تنهایی به مناطق خطرناک می‌رفت. آموخته‌های او به عنوان یک پرستار به او کمک می‌کرد که در مقابل آسیب‌های جزئی و بیماری‌های جنگلی که با آن‌ها روبرو می‌شد توانمند باشد. مری در دسامبر ۱۸۹۳ به انگلستان بازگشت. او در ۲۳ دسامبر ۱۸۹۴ دوباره به آفریقا بازگشت و با پشتیبانی و تأمین بیشتر از انگلیس، و همچنین با افزایش اعتماد به نفس فعالیت‌های خود را ادامه داد.

## بازگشت به انگلستان
هنگامی که او در نوامبر ۱۸۹۵ به انگلستان بازگشت، توسط روزنامه نگاران مورد استقبال قرار گرفت. آن‌ها علاقه داشتند که با او مصاحبه کنند. با این حال، گزارش‌ها در مورد سفر او اغلب ناراحت‌کننده بود، زیرا روزنامه‌ها او را به عنوان «زن جدید» تصویر می‌کردند ولی این تصویر برای او خوشایند نبود. کینگزلی خود را از هرگونه جنبش فمینیستی جدا می‌کرد. او عقیده داشت که حق رأی زنان «یک موضوع جزئی است». 

## نوشته‌ها
کینگزلی دو کتاب در مورد تجربیاتش نوشت: مسافرت به غرب آفریقا (۱۸۹۷)، که بسیار پر فروش بود و مطالعات غرب آفریقا (۱۸۹۹). او از این طریق در جامعه علمی احترام و اعتبار به دست آورد. با این حال، برخی از روزنامه‌ها، مانند «فلورا شوا»، از انتشار آثار او خو داری کردند. اگرچه برخی معتقدند که این رویکرد احتمالاً به دلیل اعتقادات ضد امپریالیستی او علیه امپراتوری بریتانیا و این دیدگاه بوده که آفریقایی‌ها مردمی نابالغ هستند، بوده‌است ولی این نظرگاه کاملاً درست نیست؛ زیرا او از طرفداران بریتانیا و حاکمیت غیرمستقیم آن در آفریقا بود.

## درگذشت
در جنگ بوئر دوم کینگزلی به عنوان یک پرستار به کیپ تاون سفر کرد و در بیمارستان سایمونز تاون در مداوای مجروحین جنگی شرکت کرد. بعد از دو ماه آثار بیماری حصبه در او دیده شد و نهایتاً در سوم ژوئن سال ۱۹۰۰ درگذشت. یکی از شاهدان می‌گوید هنگام مرگ از اطرافیانش خواست تا او را تنها بگذارند تا در تنهایی جان دهد. او می‌گفت نمی‌خواهد که کسی او را در حالت ضعف ببیند. بنا به خواسته اش او را بجای دفن کردن به دریا انداختند.

## میراث
داستان و افکار کینگزلی برای زندگی در آفریقا مورد توجه پادشاهی بریتانیا قرار گرفت. حزب تجارت منصفانه پس از مرگ او تشکیل شد. این حزب برای بهبود شرایط زندگی بومیان در مستعمرات بریتانیا کار می‌کرد. به افتخار او چندین انجمن اصلاح طلب شکل گرفت و به تسهیل تغییرات دولتی کمک کرد. مدرسه پزشکی گرمسیری لیورپول یک مدال افتخاری به نام او درست کرد. در غنا نیز به افتخار او مدرسه آچیموتا به نامش نامگذاری شد.